# Pontiac Catalina
La Catalina è un'autovettura full-size prodotta dalla Pontiac dal 1950 al 1981.

## Le origini (1950–1958)
Il nome Catalina fu utilizzato per la prima volta per una versione della Chieftain che apparve nel 1950, e che si posizionava tra i modelli di vertice della gamma Pontiac.  Originariamente denominate hard-top cabriolet, queste vetture erano caratterizzate da superfici vetrate laterali senza montanti, ed erano contraddistinte dal possedere gli allestimenti top di gamma tipici delle versioni cabriolet. Il vantaggio offerto dalla configurazione a tetto fisso era il miglior livello di sportività e di ariosità, senza però la spesa e gli svantaggi normalmente associati ad una cabriolet.
Ad eccezione della Bonneville del 1958, tutte le Pontiac hard-top prodotte da l 1950 al 1958 furono denominate Catalina. Al debutto esse erano mosse da un motore a otto cilindri in linea e valvole laterali. In seguito montarono il nuovo propulsore Pontiac V8 da 4,7 L di cilindrata e valvole in testa.

## La prima serie: (1959-1960)

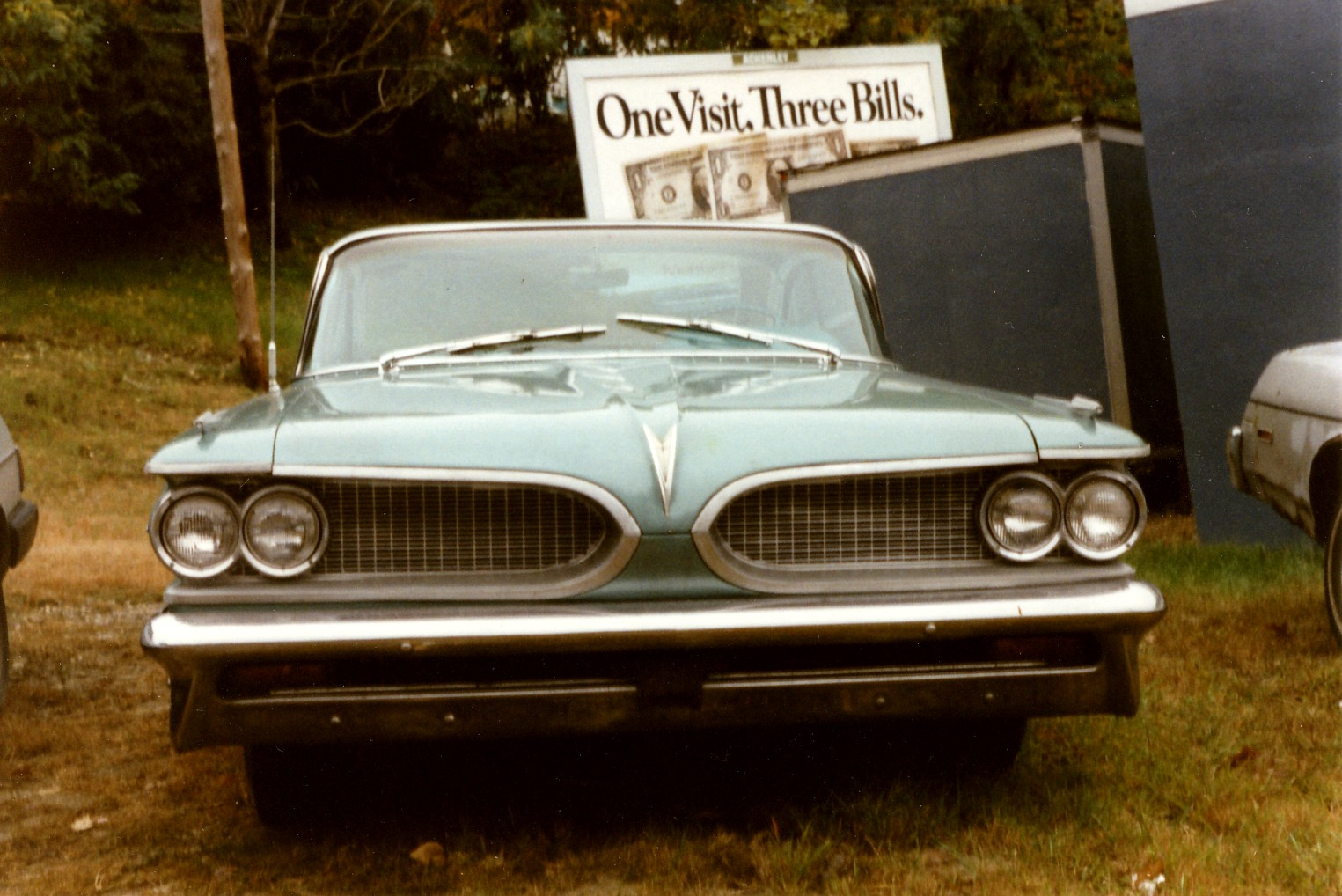
Una Pontiac Catalina del 1959

Nel 1959, la Catalina diventò un modello a sé stante, posizionandosi alla base dell'offerta di vetture full-size della Pontiac. In sostanza la Pontiac rinominò "Catalina" la Chieftain, mentre declassò la precedente top di gamma Star Chief nella categoria delle vetture mid-size, ed espanse la gamma della Bonneville verso l'alto, affinché quest'ultima ricoprisse anche il ruolo di modello di punta.
Nella gamma della Catalina, posta alla base dell'intera gamma full-size del marchio, la Pontiac pose l'accento sulle versioni più ricche, ovvero le berline con hard-top a due e a quattro porte, le cabriolet e le familiari denominate Safari, piuttosto che sulle normali berline a due e quattro porte con montanti laterali, nonostante queste ultime fossero all'epoca le versioni più vendute.
La Catalina, sebbene fosse collocata nella parte più bassa della gamma delle full-size Pontiac, fu, in fatto di allestimenti, un gradino sopra la Chevrolet Impala ed appena un gradino sotto la Buick LeSabre e la Oldsmobile 88. La Catalina aveva in dotazione molti più accessori del modello Chevrolet, tra cui un motore più potente, come ad esempio il propulsore V8 da 6,4 L, che era l'unico disponibile per questa generazione. Le vetture Chevrolet avevano invece installato motori più piccoli. La Catalina inoltre montava come cambio automatico l’Hydra-Matic o il Turbo Hydra-Matic a tre o quattro rapporti, contro il Powerglide a due velocità delle Chevrolet.
Sebbene la Catalina versione base fosse equipaggiata da molti accessori (come i tappetini, la custodia per i guanti, due posacenere, l'accendisigari, l'impianto di riscaldamento, lo sbrinatore e gli interni rivestiti in tessuto speciale), gli acquirenti della Catalina potevano addizionare altri accessori ordinando, ad esempio, dei copricerchioni ed un volante speciali,  una pedaliera cromata, e molto altro.
Il motore era installato anteriormente, mentre la trazione era posteriore.

## La seconda serie: (1961–1964)
Nel 1961 le Pontiac full-size vennero completamente riprogettate. La linea ora era più squadrata, e ricomparve la calandra divisa in due che aveva caratterizzato i modelli del 1959 e che fu eliminata già l'anno successivo. Inoltre, venne introdotto il nuovissimo telaio Torque-Box con longheroni laterali, che rimpiazzò il telaio ad X utilizzato dal 1958. Il nuovo telaio non solo dava una maggior protezione rispetto al vecchio telaio ad X, ma forniva anche un maggior spazio all'interno dell'abitacolo. Il padiglione era più squadrato nelle versioni a quattro porte, e lo stile a sei finestrini laterali fu soppresso nelle berline provviste di montanti, mentre nuovi e più grandi montanti posteriori con lunotto piatto comparvero nelle versioni a quattro porte con hard-top.
Sulle hard-top due porte, il tettuccio fu soprannominato "a bolla" perché il montante posteriore era così sottile ed il lunotto era così grande, da dare l'idea che tutta la superficie vetrata fosse un unico pezzo. Un parabrezza avvolgente sostituì un vetro più piatto per consentire delle più agevoli entrate ed uscite dall'abitacolo. I nuovi corpi vettura avevano dimensioni più contenute ed erano più leggeri di quelli della generazione precedente.
Anche per questa serie di Catalina fu confermato il motore V8 da 6,4 L di cilindrata. I propulsori montati di serie avevano installato dei carburatori a doppio corpo che permettevano ai motori di sviluppare 215 hp o 267 hp, a seconda della trasmissione installata. Il primo era associato ad un cambio manuale a tre velocità, mentre il secondo era accoppiato al cambio automatico Hydramatic. Il motore da 267 hp erogava 230 hp quando veniva utilizzata benzina normale. Due versioni del motore da 6,4 L con carburatore a quadruplo corpo che erogavano 303 hp, oppure 318 hp (se il propulsore era dotato di opzione Tri-Power), cioè con tre carburatori doppio corpo (da cui il nome), erano offerte come optional. Erano anche presenti, tra le opzioni, le versioni ad alte prestazioni di questi ultimi che sviluppavano, rispettivamente, 333 hp e 348 hp; entrambi avevano un più alto rapporto di compressione (10,75:1). Una versione del motore di 363 hp fu disponibile per vetture dragster. Alla fine del 1961 venne aggiunto all'offerta un motore da 6,9 L.
Per la maggior parte degli anni in cui fu in produzione, la Catalina ricoprì il ruolo di modello più venduto della Pontiac. Le vetture di questa serie erano dotati di differenziale Safe-T-Track e di cerchioni in lega di alluminio ad otto fori con tamburi freno integrati. Nel 1964 la Pontiac iniziò ad offrire la Catalina 2+2, che rimase in produzione fino al 1967.
Dal 1962 al 1970 fu anche offerto il pacchetto Ventura, che fu modello separato dal 1961 al 1962, e che comprendeva degli interni più ricercati e lussuosi. 

## La terza serie: 1965–1970

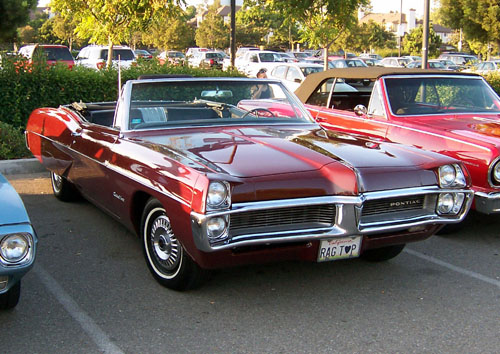
Una Pontiac Catalina cabriolet del 1967

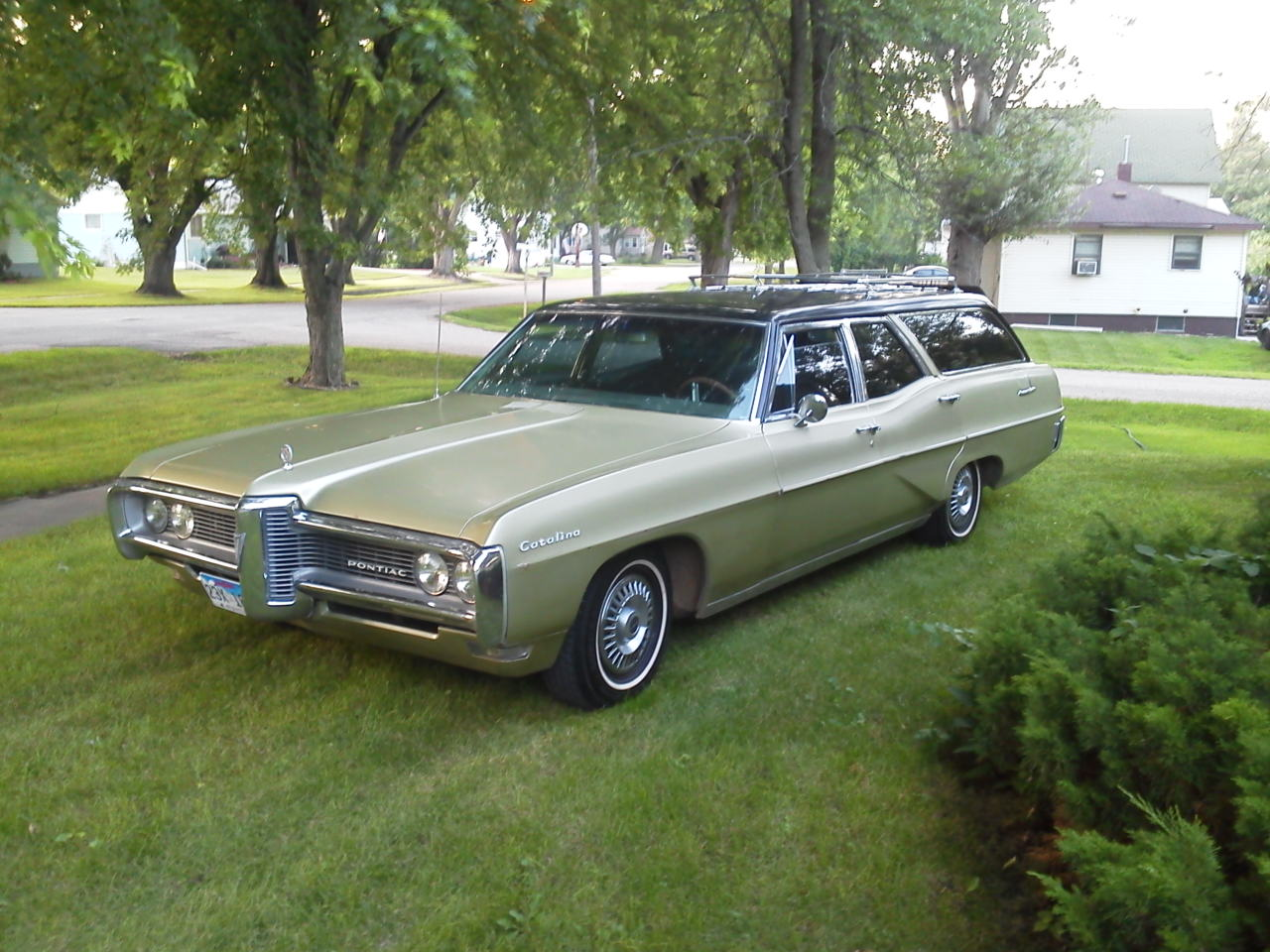
Una Pontiac Catalina familiare del 1968

Nel 1965 tutte le Pontiac full-size furono oggetto di un restyling, e ciò portò la Catalina ad avere una linea più sinuosa. Le hardtop due porte ebbero in dotazione dei tettucci tipo fastback. Le dimensioni esterne aumentarono.
In occasione di questo restyling, il cambio automatico a tre rapporti Turbo Hydramatic sostituì la precedente trasmissione Hydramatic su tutti i modelli Pontiac. La Turbo Hydramatic era un cambio a tre rapporti con convertitore di coppia, che era fondamentalmente simile al cambio Torqueflite della Chrysler ed al cambio Cruise-O-Matic della Ford. Sebbene la trasmissione Turbo Hydramatic continuasse ad avere il termine Hydramatic nel nome, essa non condivideva nulla con il cambio precedente. Il cambio Hydramatic adottò anche lo schema standardizzato P-R-N-D-S-L che rimpiazzò il vecchio schema P-N-D-S-L-R, noto da lungo tempo presso i proprietari di modelli Pontiac, Oldsmobile e Cadillac (le sequenze di lettere citate corrispondono ai rapporti tipici dei cambi automatici, che possono seguire schemi diversi in base a come sono disposti lungo la leva del cambio). I cambi disponibili furono una trasmissione manuale a tre rapporti, e due cambi automatici. Questi ultimi potevano essere a due rapporti (il Turbo Hydramatic 300) oppure a tre rapporti (il Turbo Hydramatic 400).
I motori V8 da 6,4 L e 6,9 L vennero rivisti e ebbero in dotazione delle canne cilindri più sottili. Nel 1967 i due propulsori vennero sostituiti da dei motori V8 da 6,6 L e 7 L.  Verso la fine della produzione di questa serie venne anche introdotto un motore da 7,5 L. Anche questi motori vennero offerti con diversi tipi di carburatori, ed in base a questi ultimi, era differente la potenza erogata.
Il pianale B della General Motors prodotto dal 1965 al 1970 fu la quarta piattaforma più venduta di sempre, dopo il Volkswagen Maggiolino, la Ford Model T e la Lada Riva. 

## La quarta serie: 1971-1976

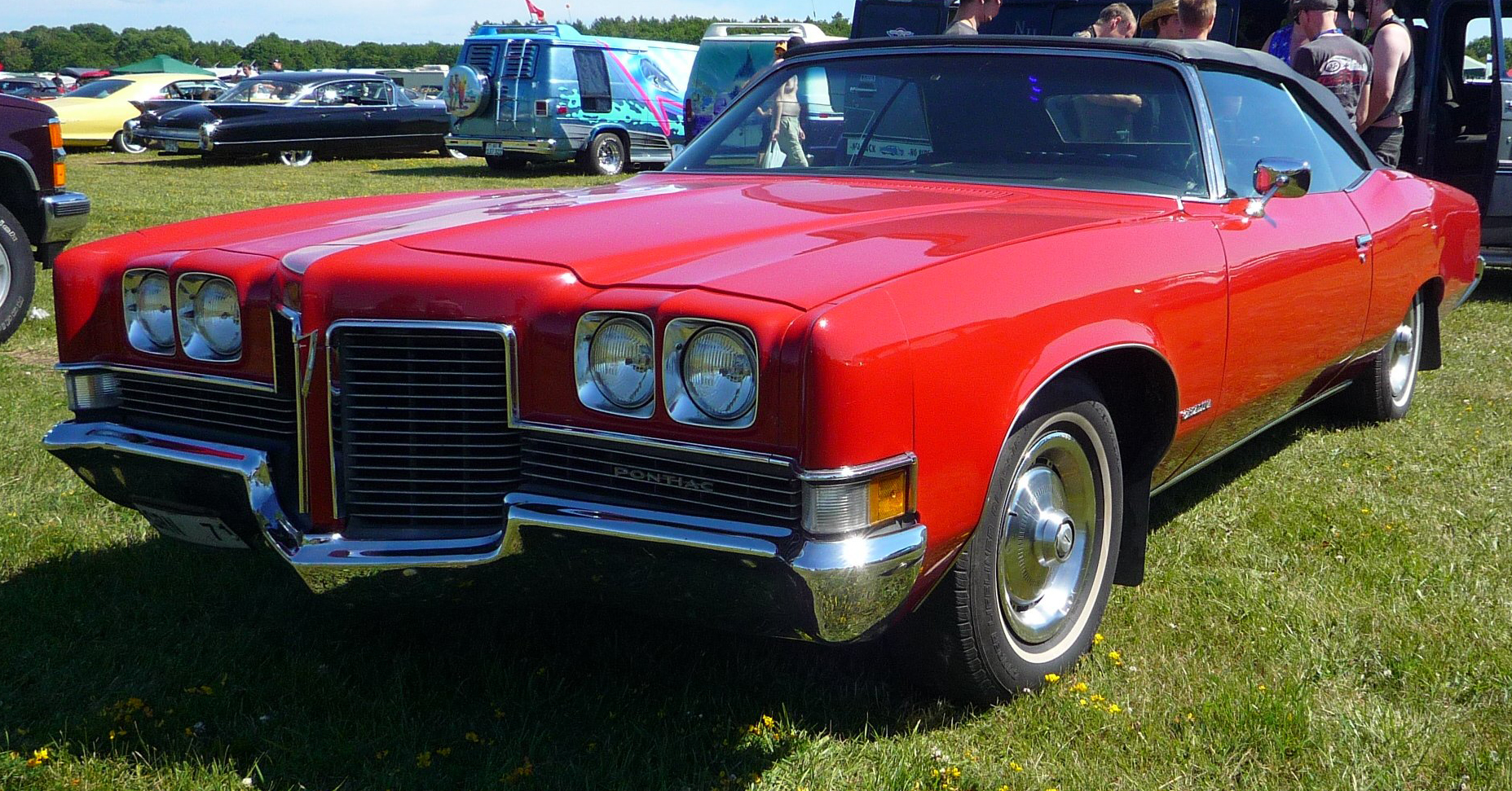
Una Pontiac Catalina cabriolet del 1971

Nel 1971 la Catalina venne completamente rivista. La parte anteriore fu mantenuta pressoché immutata, tranne che per i fanali, che diventarono doppi. Inoltre, vennero installate, nella parte bassa del frontale, delle griglie che coprivano tutta la larghezza della parte anteriore. Il passo venne aumentato. I motori da 6,6 L e 7,5 L di cilindrata furono confermati. Nel 1971 la Executive fu tolta dal mercato, e venne rimpiazzata dalla Catalina Brougham, che aveva in dotazione interni più lussuosi rispetto a quelli della Catalina regolare. Questa versione speciale fu tolta dal mercato nel 1973 a causa delle basse vendite.
Nel 1972 venne installato un nuovo paraurti ad assorbimento di energia. Nell'occasione, venne ritoccato il frontale. Fu aggiunto un nuovo motore da 5,8 L e 265 CV di potenza.

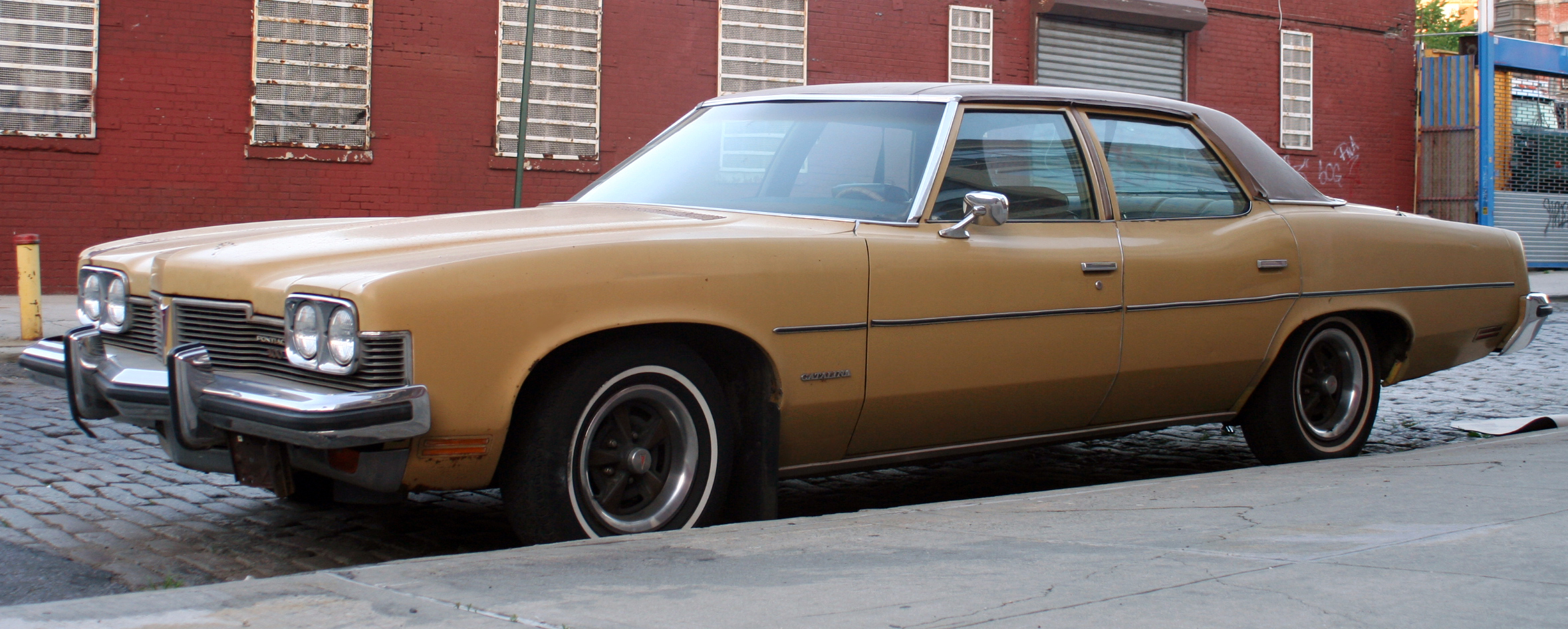
Una Pontiac Catalina 400 berlina del 1973

Nel 1973 la versione cabriolet fu tolta dal mercato. Il motore base venne depotenziato. Nell'anno citato tutte le Pontiac full-size condivisero lo stesso passo. Ciò non accadeva dal 1953. L'eccezione fu la versione familiare, che era montata su un pianale dal passo più lungo.
Nel 1974 fu rivista la calandra e venne tolto dal mercato il motore da 5,8 L. Nel 1975 fu eliminata dalla gamma la versione hardtop e vennero rivisti i fanali, che diventarono rettangolari. 

## La quinta serie: 1977-1981
Nel 1977 la Pontiac e le altre marche appartenenti al gruppo General Motors rimpicciolirono i loro modelli full-size. Questa decisione fu presa a causa della crisi energetica del 1973, che obbligò le case automobilistiche a riprogettare i loro modelli più grandi, affinché queste vetture risultassero più leggere e più piccole, e potessero quindi consumare meno carburante.
La Catalina rimase la versione base tra le vetture full-size offerte dalla Pontiac. Il motore offerto di serie per le berline e le coupé era il V6 da 3,8 L di cilindrata, mentre le familiari avevano montato dei V8. Per le prime due versioni citate, era anche possibile scegliere tra i V8 da 4,9 L, 5,7 L e 6,6 L. I cambi disponibili erano due, entrambi automatici Turbo-Hydramatic. Uno era a tre rapporti, il THM200, mentre l'altro di marce ne aveva quattro (il THM200-4R).
La Catalina fu tolta dal mercato nel 1981 insieme alla più lussuosa Bonnevile. Questa decisione fu presa successivamente alla scelta fatta dalla Pontiac di abbandonare gradualmente il segmento delle vetture full-size di grandi dimensioni a seguito del programma di rimpicciolimento dei modelli.
Quando la Catalina uscì di produzione, ne vennero prodotti, dal 1959, oltre 3,8 milioni di esemplari.

## La Laurentian
Dagli anni cinquanta agli anni settanta la filiale canadese della General Motors ideò una denominazione delle Vetture Full-Size della Pontiac che era differente da quella dei medesimi modelli venduti negli Stati Uniti. Le statunitensi Catalina, Star Chief, Executive e Bonneville vennero chiamate Strato Chief, Laurentian e Parisienne. In particolare, la Laurentian era l'omologa canadese della Catalina.